# Charles de Wendel
Ivan Edouard Charles de Wendel d'Hayange (* 8. Oktober 1871 in Château de l'Orfrasière en Touraine; † 2. Mai 1931 ebenda) war Hüttenbesitzer und Mitglied des Deutschen Reichstags.

## Familie
Charles de Wendel entstammte der Industriellendynastie Wendel. Er war der Sohn des Robert de Wendel und der spanisch-französischen Gräfin Marie Antoinette Elisabeth Carmen Consuelo Manuel de Gramedo.
Der Onkel von Charles de Wendel war der Reichstagsabgeordnete Paul-Francois-Henri de Wendel (1844–1906).
In 1895 heiratete Charles die Komtess Gertrude „Gertie“ de Dyhern (1869–1935), eine Urenkelin des Fürsten Anton Radziwiłł. Die Ehe wurde jedoch bald darauf annulliert.

## Leben
Wendel studierte in Paris. Er wohnte seit 1892, mit Ausnahme eines mehrjährigen Studienaufenthalts in Amerika, in Hayingen (Lothringen). Dort war er Leiter der Hüttenwerke Les petits Fils de Fois. De Wendel & Cie.
Von 1907 bis 1912 war er für die Unabhängige Lothringische Partei (ULP) Mitglied des Deutschen Reichstags für den Wahlkreis Reichsland Elsaß-Lothringen 13 (Bolchen, Diedenhofen).